# Église Saint-Nicolas-des-Lorrains
L'église Saint-Nicolas-des-Lorrains (San Nicola dei Lorenesi en italien) est un sanctuaire lorrain appartenant à la France et situé à Rome (Italie), au numéro 17 du Largo Febo, non loin de la Piazza Navona. Après la réunion des duchés de Lorraine et de Bar à la France en 1766, l'édifice religieux fut intégré aux Pieux Établissements de la France à Rome et Lorette.

## Histoire
Au cours de la Renaissance, les Français et les Lorrains résidant à Rome formèrent la Congrégation de Saint-Louis qui aboutit à la construction de l'église Saint-Louis-des-Français en 1588. Une partie de cet édifice fut financée par le duc Charles III, beau-frère de Henri III de France, pour représenter l'état Lorrain auprès du Saint-Siège.
En 1587, les Lorrains créèrent une confrérie indépendante sous le nom de Confraternité de saint Nicolas et de sainte Catherine de la Nation de Lorraine et de Barrois, leur autorisant de fait la possession d'une chapelle en propre au sein de l'église Saint-Louis-des-Français, qui constitua ainsi le premier sanctuaire lorrain de Rome.
En 1622, sous le règne du duc Henri II, le pape Grégoire XV donna à la Lorraine l'église Saint-Nicolas, située à proximité de la place Navone. L'église fut reconstruite par l'architecte François Desjardins et fut achevée en 1632 ; elle prit alors le nom de Saint-Nicolas-des-Lorrains permettant ainsi aux duchés de Lorraine et de Bar d'être représentés, de façon autonome, auprès du Saint-Siège.
Depuis la fin des travaux de restauration en 2006, l'église est confiée aux soins pastoraux de la Communauté Saint-Jean.

## Lieu de sépulture
Plusieurs Lorrains sont enterrés dans la crypte de l'édifice, dont, en 1649, le peintre Charles Mellin.

## Architecture
L'édifice actuel est reconstruit de 1635 à 1636 sur les plans de l'architecte Lorrain François du Jardin (Francesco Giardini) :
une église simple avec deux chapelles esquissées et un transept peu saillant, formant ainsi une sorte de croix de Lorraine.
La façade porte la dédicace latine : In honorem S(ancti) Nicolai natio Lotharingorum F(ecit) : En l'honneur de saint Nicolas, la nation des Lorrains a fait (cette église).
La façade plutôt sobre semble reprendre le style issu de l'église du Gesù qui s'imposa comme le style de la Contre-réforme (synthèse du style Renaissance et d'un Baroque plutôt sobre).
La décoration intérieure, exécutée en plusieurs étapes entre 1730 et 1750, est quant-à-elle résolument baroque avec des effets décoratifs de marbres verts et roses et présente de nombreuses fresques et peintures d'artistes lorrains de l'époque, notamment deux tableaux : Sainte-Catherine & La Visitation, œuvres du peintre Nicolas de Bar.
Les voûtes de la nef ainsi que la coupole sur pendentifs sont ornées de fresques, de Corrado Giaquinto.
L'église a fait l'objet de travaux de restauration depuis la toute fin des années 1990 sous la maîtrise d'ouvrage des Pieux Établissements et avec les co-financements du ministère français de la Culture, du conseil régional de Lorraine et de l'association des amis de Saint-Nicolas-des-Lorrains appuyée par la Fondation du Patrimoine,.

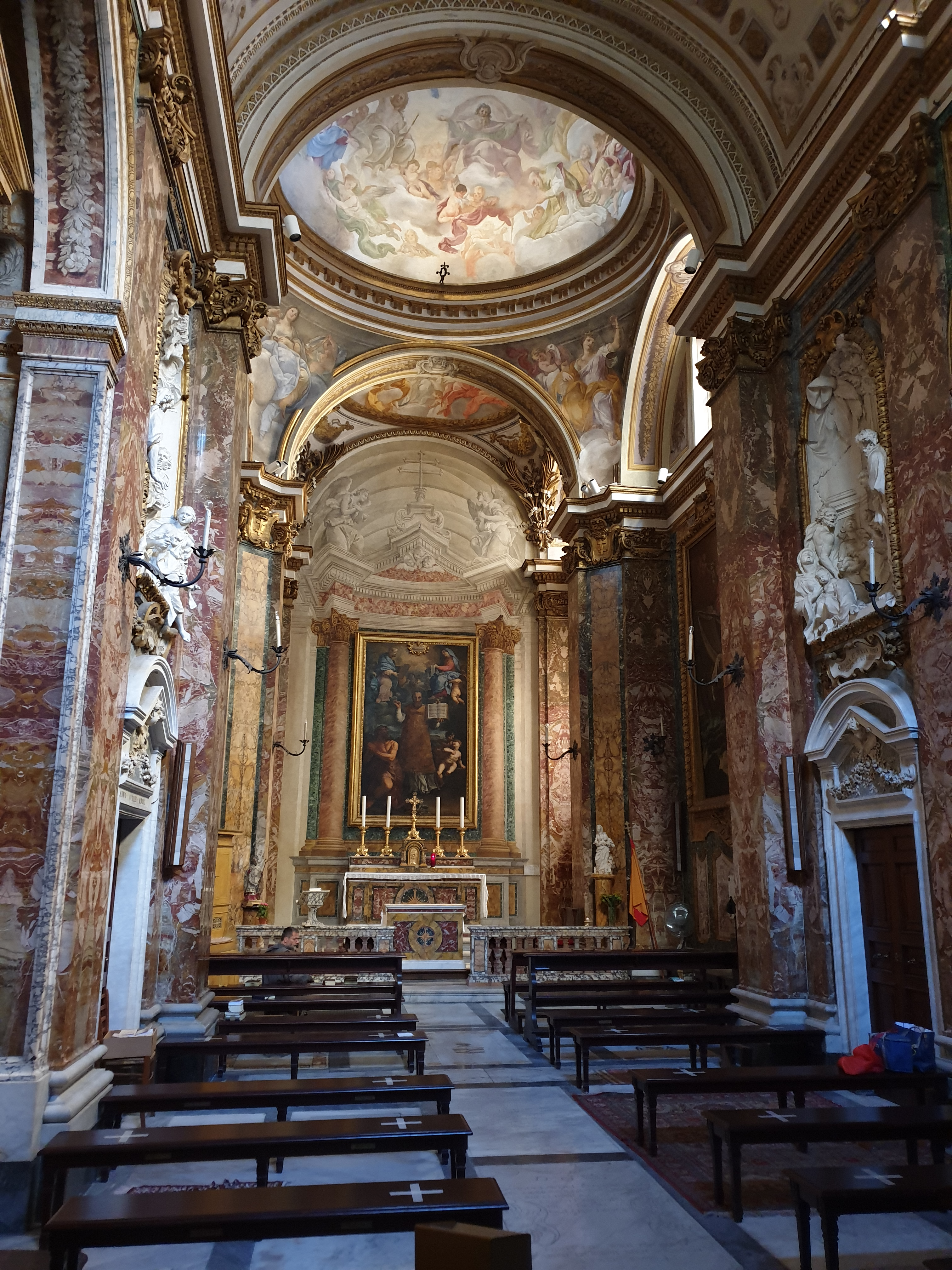
Intérieur de l'église Saint-Nicolas-des-Lorrains à Rome

En 2013, l'association des amis de Saint-Nicolas-des-Lorrains a suggéré au diocèse de Nancy & de Toul le transfert d'une relique de saint Nicolas pour l'église romaine. Le reliquaire en acier damassé a été béni par Mgr Jean-Louis Papin, évêque de Nancy & de Toul, primat de Lorraine, le 1er novembre 2013, lors de la messe de la Toussaint, à la cathédrale de Nancy.

## Offices
- Messe le dimanche à 11h00 et du lundi au vendredi à 19h00.
- Adoration du Saint Sacrement le dimanche de 18h00 à 19h00 ; le jeudi, Heure sainte de 19h30 à 20h30, du lundi au vendredi de 17h30 à 18h30.
- Liturgie des Heures du lundi au vendredi à 7h00, 12h45 et 18h35 et le dimanche à 7h30, 12h45 et 19h00.